# Чернов, Леонид Кондратьевич

Леонид Чернов-Малошийченко

Леонид Кондратьевич Чернов (настоящая фамилия Малошийченко; укр. Леонід Кіндратович Малошийченко; 15 января 1899, Александрия, Херсонской губернии (ныне Кировоградской области Украины) — 25 января 1933, Харьков) — русский и украинский советский прозаик, поэт и драматург.

## Биография
Обучался в городской мужской гимназии Александрии. Ещё во время учёбы в гимназии к нему пришёл первый литературный успех, связанный с изданием иллюстрированного сатирического журнала «Рогатка». Именно из-за него он вынужден был оставить учёбу, которую продолжил в Кишинёве. С 1917—1922 год по словам прозаика «Весь последующий период — это непрерывная скачка по факультетам и драматическим труппам».
В 1917 году поступил на математический факультет Одесского университета, осенью 1918 года перебрался в Екатеринослав на медицинский факультет; рядом находился театр, в труппе которого он участвовал, а в антрактах писал юморески в «Вече», изучал Брэма и историю искусств, писал похабные стихи, организовывал драматические кружки.
Затем путешествовал по Дальнему Востоку и Сибири, совершил путешествие в Индию, где заболел туберкулёзом в бенгальских джунглях, который заставил его вернуться на родину в Одессу. С 1926 года жил в Харькове.
25 января 1933 году в умер в Харькове, где и похоронен. В декабре 1934 года все его произведения были изъяты и подверглись запрету.

## Творчество
В Одессе Леонид Чернов сблизился с местными футуристами, сторонниками журнала «Юголеф», печатал отрывки из своей кинопоэмы, а в журнале «Шквал» — путевые зарисовки «Через тропики под советским флагом». В государственном издательстве вышла его первая книга на украинском языке «Самолёт». Первую книгу стихов «Профсоюз сумасшедших», написанных в 1921—1923 годы, Леонид Чернов издал в декабре 1923 во Владивостоке, где прожил год. Побывал в Москве, где познакомился с имажинистами. Все ранние книги были написаны им на русском языке.
С середины 1920-х годов Чернов начал писать на украинском языке. Второй книгой прозы стали «Путевые очерки. 125 дней в тропиках», изданной в 1928 году.
Во Владивостоке Леонид Чернов организовывал литературные концерты, пробовал свои силы в малой прозе, а также в кино, сотрудничал с газетами «Красное Знамя» и «Красная Звезда», а на страницах журнала «Приморский огонëк» состоялся дебют Чернова-прозаика.
В 1925 году он приехал в Ленинград, где планировал читать свои «поэзолекции» о современных течениях. Так было заявлено в издании «Малой антологии имажинистов», куда входит имя поэта. Книга так и не вышла. И только в 1997 году был издан том «Поэты-имажинисты» в серии «Библиотека поэта».
Участвовал в деятельности литературной группы «Новая генерация», организацией литераторов объединения украинского «левого фронта» искусств, организованной поэтом Михайлем Семенко, а затем входил в харьковскую литературную группу «Авангард», возглавляемую критиком и поэтом Валерьяном Полищуком.

## Сборники стихов
- Солнце под веслами (1929)
- Станция Знаменка (1930)
- Человек с другой планеты (1931)
- Чудаки украшают мир (1929)
- Приключения профессора Вокса на острове Ципаго (1931)
- Дар молодым кинематографистам (1930)
- Місто-село (стихи)
- Лист до матері
- Фронт (поэма, 1931)
- книга «На мысе бурь» (посмертно, 1933).
- Злочинці
- Хатні ліки (рассказы)
- Кобзар на мотоциклі (эссе, посмертно, 2006).
- Криза лірики посмертно, 1994)
- Повстанці и др.

## Профсоюз сумасшедших
(отрывки из поэмы)

Обложка книги стихов Чернова Леонид Кондратьевич «Профсоюз сумасшедших» 1923 год

Эй — все, кому нудно в вонючей квартире

Чадить в этих днях, как грошовые свечи, —

Давайте откроем

Единственный в мире

Профсоюз Сумасшедших!

(…)

И средь тех, что колбасами в буднях висели,

Чтоб валюту, вагоны и кожу ловить, —

Мы в огненных розах

Свистим в карусели

Весёлой, бушующей, пьяной Любви.

И вместо того, чтоб блохой в Управдоме

Сверлить головою

Отчётов свинец, —

Голодные, юные — души знакомить

С жонглёрами тел и пасхальных сердец.

(…)

Так давайте же к солнцу прямо чрез тучи,

Чтобы радугой в небо железные плечи,

Давайте откроем — весёлый, могучий —

Профсоюз Сумасшедших!
Декабрь 1922. Украина